# Willy Fascher
Hermann August Otto Wilhelm „Willy” Fascher (ur. 5 maja 1912 w Hanowerze, zm. 14 grudnia 1989 tamże) – niemiecki szermierz. Reprezentant kraju podczas igrzysk olimpijskich w Helsinkach. Uczestniczył w turnieju indywidualnym, w którym odpadł w drugiej rundzie i drużynowym szablistów, gdzie dotarł do ćwierćfinału oraz w turnieju drużynowym florecistów, gdzie również odpadł w drugiej rundzie. W latach 1953 i 1954 Fascher był mistrzem Niemiec w szabli.
Po zakończeniu kariery sportowej został dyrektorem generalnym Stadtsparkasse Hannover. Pełniąc tę funkcję, zatwierdził kilka niezabezpieczonych pożyczek w milionach i pobierał odpowiadające im prowizje. Dokonał też kilku transakcji na własny użytek. Skandal ten został później nazwanyDie Fascher Affäre. Został aresztowany w 1977 oraz otrzymał nieznany wyrok w 1983. 